# Campsicnemus alaskensis
Campsicnemus alaskensis is een vliegensoort uit de familie van de slankpootvliegen (Dolichopodidae). De wetenschappelijke naam van de soort is voor het eerst geldig gepubliceerd in 1966 door Harmston and Miller.